# Heft (Einheit)
Heft ist ein deutsches Papierzählmaß seit dem Jahr 1877.
- 1 Heft = 10 Bogen
- 1 Neuries = 10 Buch = 100 Hefte = 1000 Bogen